# Kriegergedächtniskapelle (Stadelschwarzach)

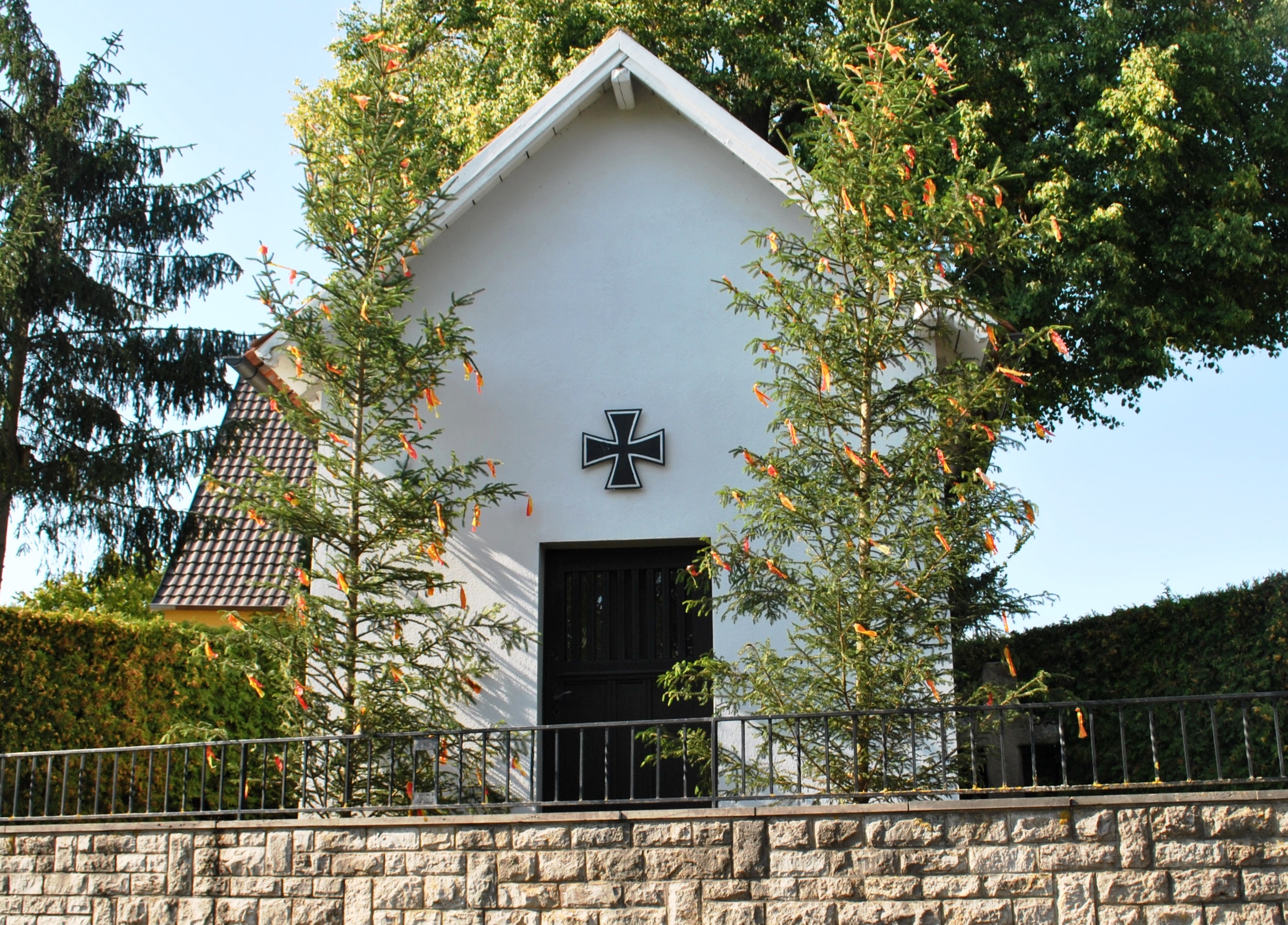
Die Kapelle in Stadelschwarzach

Die sogenannte Kriegergedächtniskapelle im unterfränkischen Stadelschwarzach ist ein kleines Gotteshaus am Rande des Prichsenstädter Ortsteils. Sie befindet sich auf dem „Kirchberg“ am westlichen Ortsausgang. Sie ist heute Teil des Dekanats Kitzingen.

## Geschichte
Der Sage nach soll auf dem sogenannten „Kirchberg“ am Rande des Dorfes Stadelschwarzach ein kleines Kloster von Nonnen gestanden haben. Heute erinnert noch ein Steinkreuz neben der Kapelle an diese Zuordnung. Nachdem die Nonnen den Ort verlassen hatten, entstand an dieser Stelle dann die erste, romanische Kirche von Stadelschwarzach. Nach 1945 wurde hier die kleine Kapelle zu Ehren der im Weltkrieg Gefallenen errichtet.

## Architektur und Ausstattung
Die Kapelle präsentiert sich an einer erhabenen Stelle und ist von einer Mauer umgeben. Sie ist nach Norden hin ausgerichtet und wurde als kleiner Rechteckbau gearbeitet. Ein Satteldach schließt das Gotteshaus nach oben hin ab. Oberhalb des Portals erkennt man ein Eisernes Kreuz als Symbol des Kriegergedächtnis. Im Inneren wurde ein großes Kruzifix angebracht. Links und rechts wurden auf Tafeln die Gefallenen der Weltkriege verewigt.